# النهضة التعليمية في عهد الملك سعود
قام الملك عبد العزيز آل سعود بإرساء قواعد النهضة التعليمية بالمملكة العربية السعودية، وبعد وفاته؛ أكمل ابنه الملك سعود بن عبد العزيز آل سعود من بعده؛ فشهدت المنظومة التعليمية في عهده طفرة غير مسبوقة على مختلف الأصعدة. ظهر اهتمام الملك سعود بالتعليم منذ أن كان وليًا للعهد، فقد أنشأ العديد من المدارس، وتابع سياسته عندما أصبح ملكًا للمملكة العربية السعودية. فشهد عهده نقلة في مجال التعليم، وتعتبر فترة حكمه واحدة من أهم الحلقات في سلسلة النهضة التعليمية بالمملكة، ومن أهم إسهاماته في هذا المجال مايلي:

## تعليم البنين

### وزارة المعارف
في يوم 18 من شهر ربيع الآخر من العام 1373هـ / 1953م أصدر الملك سعود مرسوماً ملكيًا بتحويل مديرية المعارف العامة إلى وزارة المعارف؛ وقد زادت مهامها وأسندت إليها مهمة تنظيم العمل بالمؤسسات التربوية والتعليمية، ووضع الخطط التي من شأنها تطوير هذه المؤسسات وتوسعتها ورفع معدلات الكفاءة بها، وتم تعيين فهد بن عبد العزيز آل سعود وزيرًا لها؛ وهو أول من تولى وزارة المعارف في تاريخ المملكة.

## تعليم البنات

### الرئاسة العامة لتعليم البنات
اتخذ الملك سعود بن عبد العزيز قرار مصيري في تاريخ المملكة العربية السعودية، حين قال بأن بنات المملكة ونسائها لهن الحق في التعليم، وقد بدأ تعليم بنات المملكة في 1380هـ تقريبًا، وتم تخصيص عدة مؤسسات تعليمية لهن تضم المراحل التعليمية الرئيسية الثلاث الابتدائي والإعدادي والثانوي، وانتشرت مدارس البنات في كافة أرجاء المملكة، وكان المشايخ يدعون الأهالي إلى إرسال بناتهم للمدارس وحثهم على تلقي العلم، وتم اختيار الشيخ محمد بن إبراهيم آل الشيخ ليكون أول مشرف على قطاع تعليم البنات بالمملكة.

## الجامعات في السعودية
اهتم الملك سعود بن عبد العزيز بإنشاء الجامعات داخل المملكة، واعتبرها من الركائز الرئيسية للنهضة العامة والشاملة في البلاد، وليس النهضة التعليمية فقط، إذ إن تعدد الجامعات كان يوفر للمملكة العنصر البشري المُدرب والكُفء، القادر على تلبية متطلبات سوق العمل، ومن أبرز وأهم الجامعات المتخصصة التي أقيمت في عهد الملك سعود بن عبد العزيز آل سعود؛ التالي :

### كلية البترول والمعادن
```
التعدين
 هو مصدر الدخل القومي الأهم في 
المملكة العربية السعودية
، وبناء على ذلك فقد أنشأ 
الملك سعود
 في 1383هـ كلية البترول والمعادن، بهدف تخريج مهندسين وعمال مدربين على أعلى مستوى، يمكنهم استغلال تلك الثروة المعدنية الزاخرة بها أرض 
المملكة
، وفي 1395هـ توسعت تلك الكلية وعُدِل اسمها إلى جامعة البترول والمعادن، وفي 1407هـ سُميت 
جامعة الملك فهد للبترول والمعادن
.
```

### الكليات العسكرية
إقامة دولة حديثة ومتطورة ومواكبة للعصر وساعية نحو الازدهار والتقدم، كما تحتاج إلى عقول مستنيرة قادرة على النهوض بمختلف المجالات، فهي كذلك تحتاج إلى جيش قوي ، وبناء على ذلك فقد قام الملك سعود بن عبد العزيز بإنشاء سلسلة من الكليات العسكرية، لتخريج كوادر، ولإعداد القادة وتدريب الضباط على أحدث وسائل التسليح. ابتدأ المشروع بإنشاء كلية الملك عبد العزيز الحربية في 1374هـ بالرياض تحت إشراف وزارة الدفاع والطيران (وزارة الدفاع حاليا)، ثم أنشأ كلية القيادة والأركان التي تحولت فيما بعد إلى معهد الضباط العظام ثم سُمي كلية الإدارة والأركان.

### جامعة الملك سعود
تتجلى النهضة التعليمية التي أحدثها الملك سعود بن عبد العزيز في الجامعة الكبرى التي أقامها، والتي تعد بمثابة بداية التعليم الجامعي على أرض المملكة العربية السعودية، وقد أطلق اسمه على هذه الجامعة لتعرف باسم جامعة الملك سعود، وقد تم افتتاحها في 1377هـ وضمت في بدايتها عدد من الكليات تنوعت بين المجالات النظرية والعلمية، فضمت كليات الآداب والعلوم الإدارية والصيدلة على التوالي، وشهدت الجامعة توسعات كبيرة خلال الفترة ما بين عامي 1373هـ و1379هـ.

### علوم الدين
أيضًا من بين الجامعات التي أقيمت في زمن الملك سعود بن عبد العزيز ما تخصص في علوم الدين وفروعه المختلفة، وكانت البداية في الرياض بإقامة جامعة الإمام محمد بن سعود، ثم الخطوة الثانية كانت في المدينة المنورة، حيث تم إنشاء الجامعة الإسلامية عام 1381هـ، وفي البداية اقتصر التدريس فيها على مادة الشريعة الإسلامية، ثم صارت منارة إسلامية شاملة، تدرس مختلف العلوم الدينية بجانب تدريس اللغة العربية.

## من أقوال الملك سعود في التعليم
- في يوم الأربعاء الرابع عشر من شهر ربيع الآخر سنة 1377هـ، الموافق 6 نوفمبر سنة 1957م. بفضل الله تعالى وتوفيقه وتيسيره افتتحنا أول جامعة في مملكتنا، مستبشرين بنعمة الله داعين هذا اليوم فاتحة عهد سعيد مبارك تزدهر فيه المعارف، ويعم العلم ويسود السلام والأمن والرفاهية في مملكتنا والبلاد العربية والإسلامية.[3]